# روتنبورغ أب دير تاوبر
روتنبورغ أُبْ دير تاوبِر مدينة ألمانية صغيرة تابعة للدائرة القضائية (منطقة) أنسباخ. بقيت المدينة أمارة مستقلة Reichsstadt 
حتى عام 1803 وهي اليوم منطقة سياحية ذات شهرة عالمية بسبب سورها وبسبب الأبنية القديمة التي يعود تاريخها إلى العصور الوسطى. بقيت روتنبورغ منطقة (مستقلة إداريا) حتى عام 1972 عندما ضُمّت إداريا لدائرة أنسباخ.

## الموقع الجغرافي، وعدد السكان
تقع روتنبورغ على نهر صغير اسمه التاوبر، على بعد نحو 60 كم غرب مدينة نورنبيرغ 
إحداثياتها
49° 23′ N, 10° 11′ O
وهي على ارتفاع 430 م. عدد سكانها 10930 / كانون الأول 2011 , كثافتها السكانية 264 / كم2

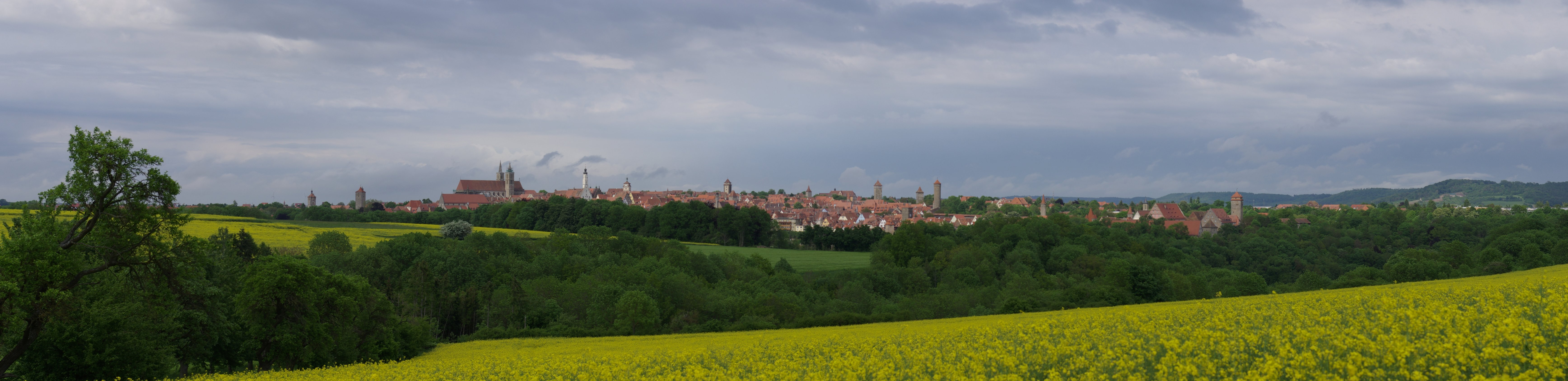
منظر عام للمدينة

## تاريخ المدينة
جذور المدينة تكمن في ضاحيتها (قرية قريبة جدا منها) ديتفانغ، هذه القرية كانت أبرشية بناها أمير إسمه راينيغير. ثم تبعها تأسيس كومبيرغ قرب مدينة شفيبيشهال ثم بناء القلعة فوق نهر التاوبر (التي أعطت لإسم المدينة الإضافة المعروفة (أُب دير تاوبر)). من عام 1108 وحتى عام 1356 كانت القلعة ملكا لعائلة غراف كومبيرغ-روتنبورغ وإلى جانب روتنبورغ أسست هذه العائلة ست مدن أخرى حملت نفس اسمهم (روت (ه)نبورغ) أربعة منها في ألمانيا وواحدة في سويسرا. وأما روتنبورغ أن دير أودِر فهي تابعة لبولندة منذ عام 1945 واسمها الحالي تشرفينسك
Czerwieńsk
تعد الجالية اليهودية في روتنبورغ من أقدم الجاليات اليهودية في ألمانيا وينتمي إليها الرابين المشهور روبي ماير فون (من) روتنبورغ. مات عام 1298 معظم الجالية، حوالي 450 إنسان كما وقُتلت الجالية بشكل كامل في عام 1349 ورغم هذا البوغروم فلقد قدم إلى روتنبورغ يهود من جديد. في عام 1520 تم تهجير الجالية بشكل نهائي وصودرت أموالهم وأرزاقهم. في القرن التاسع عشر استطاع بعض اليهود العودة والسكن من جديد في المدينة.
أهدى الغراف هاينريخ آخر من بقي من عائلة كومبورغ-روتنبورغ القلعة لدير كومبورغ، لكن هذا الإهداء لم يناسب هاينرخ الخامس وأعطى (أجّر) الملكية لإبن أخيه كونراد الثالث الذي صار ملكا في عام 1137 وأقام لنفسه (بلاطا) في في روتنبورغ وصارت القلعة (إمارتية), أما ابنه فريدريخ فون روتنبورغ فلقد كان في بداية ملكة تحت وصاية قريبه فريدريخ الأول (لأنه كان مازال قاصرا عندما مات والده) وحصل على لقب دوق فون (من) روتنبورغ بعد أن كُرّم عام 1157 أما رفع المدينة إلى (إمارة) فكان في 15 أيار 1274على يد الملك رودولف فون هابسبورغ (رودولف الأول).

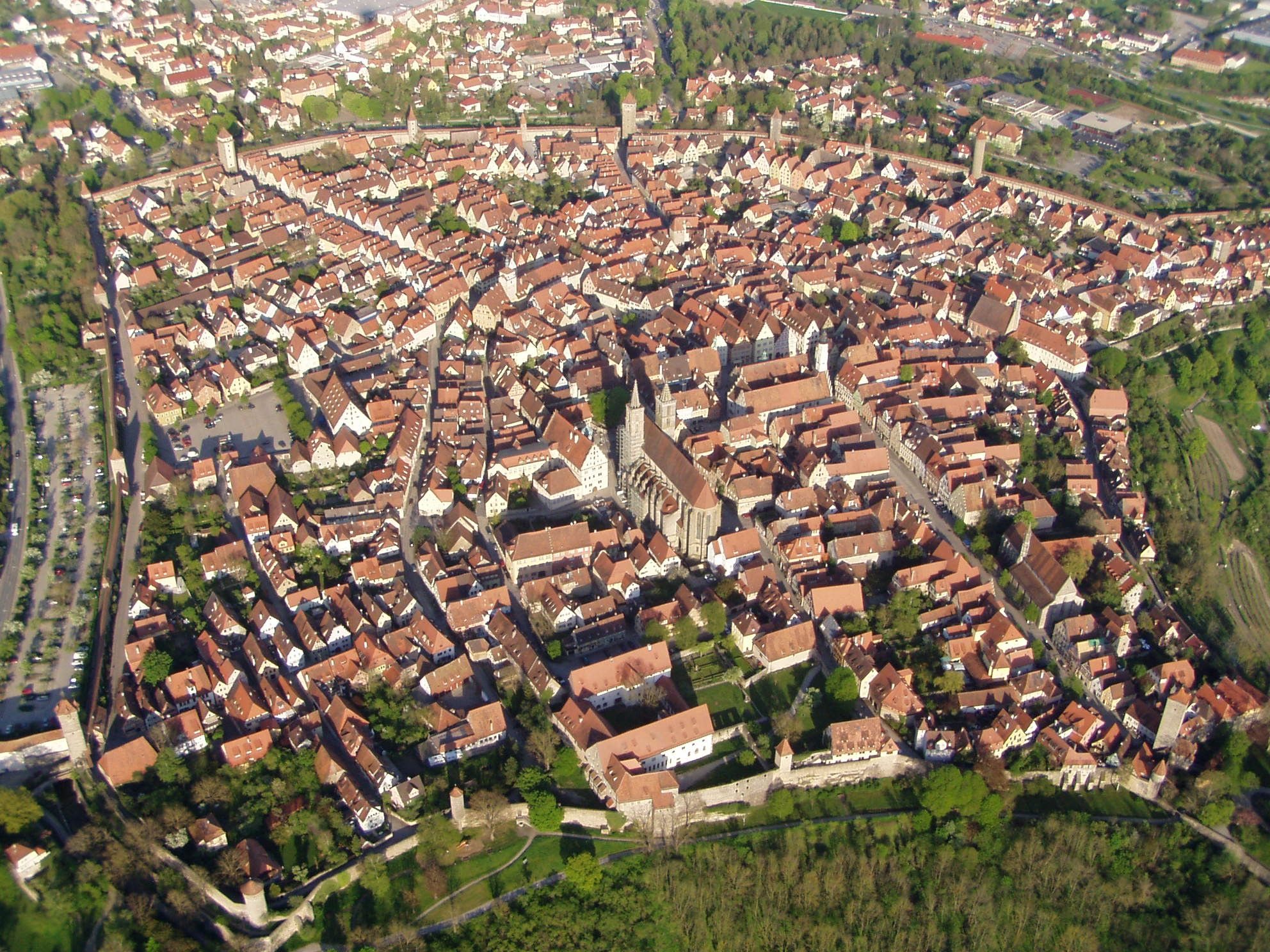
صورة للمدينة القديمة

أشهر شخصيات المدينة في العصور الوسطى كان هاينريخ توبلر (تقريبا 1340-1408) الذي كان سياسيا نشيطا أثر كثيرا في قَدَرِ المدينة حتى بعد موته المشكوك بأمره.
في عام 1474 زار المدينة وبقي فيها اسبوعا كاملا ملك الدنمارك والسويد والنرويج.
وقع عمدة المدينة ومجلسها الإتفاقية اللوثرية (مارتين لوثر) لعام 1577 في عام 1579
في حرب الثلاثين عاما في عام 1631 حاصر المدينة واحتلها 60000 جنديا تحت قيادة الجنرال غراف فون تيللي: تقول الحكاية أن عمدة المدينة جورج نوش شرب 3.25 ليترا من الخمر دفعة واحدة بأمر من من الجنرال تيللي وأنقذ بذلك المدينة من الدمار. ولهذا يُحتفل بهذه المناسبة سنويا بأعياد يقام فيها تمثيل الحدث وتسمى ألعاب العيد (كأس* العمدة).
بعد عام 1650 بعد أن انسحب آخر جندي من المدينة، نامت المدينة ولم يحدث أي تطور فيها، وفقدت كل الأهميات التي كانت تحملها وقد يكون هذا هو السبب الذي أبقى أبنيتها في حالة حقيقة جيدة نوعا ما.
منذ القرار الرئيس لمجلس المبعوثين الإمبراطوري 1803 أصبحت المدينة جزءا من ولاية بافاريا أما القسم الغربي من الضواحي والأراضي التي كانت تابعة للمدينة فلقد صارت من قضاء ولاية فورتمبيرغ.
في عام 1884 بُني لأول مرة خارج سور المدينة.
صارت المدينة منذ بدايات القرن العشرين محطة سياحية للإنكليز والفرنسيين وبعد الحرب العالمية الأولى كانت تصير في المدينة اجتماعات لشخصيات عالمية مشهورة وخاصة في فندق (ايزنهوت)(الخوذة الفولاذية)الذي مازال فندقا مشهورا حتى اليوم.
في زمن جمهورية فايمر صارت روتنبورغ قلعة للحزب النازي حيث انتخب هناك في عام 1933 بنسبة 83% وفي نفس العام حدثت هجومات وحوادث معادية للسامية. في أكتوبر 1938 نفى قائد الحزب النازي في منطقة روتنبورغ (شتاين أكر) آخرَ 17 يهوديا، قادتهم كتيبة العاصفة وشبيبة هتلر إلى خارج المدينة، كما ودمرت محتويات الكنيس. كما وأقيم في روتنبورغ أيضا احتفالات عيد (التحرر/ التخلص من اليهود).
دُمر قبل نهاية الحرب العالمية الثانية في 31 آذار 1945 حوالي 40% من الأبنية بسبب هجوم مدمرات السرب 386 التابع للقوات الجوية الأمريكية التي كان هدف طلعته الجوية الحقيقية، مستودعات وقود في إيبراخ، لكن قصف هذا كان صعبا بسبب الضباب الكثيف، لذلك رمى الطيارون قنابلهم على روتنبورغ رغم أنه لم يكن لهذه المدينة أية قيمة عسكرية. أصابت القنابل الأجزاء الجديدة من المدينة ولهذا بقيت الأبنية الأثرية دون اصابات تُذكر. بعد الحرب تم ترميم الأبنية بشكل كامل وكانت هناك تبرعات أمريكية لهذا السبب، على السور ألواح تحكي هذا وتؤكده. عندما سئل الطيارون (بعد الحرب) عن سبب قصفهم للمدينة قالو أنهم لم يكونوا يعرفون أي مدينة وأي آثار يقصفون. في 17 نيسان 1945 انتهت الحرب في روتنبورغ. الكوميسار مك كولي كتب عام 1950 أنه أوقف هجوما كان معدا له على المدينة عن طريق تدخله الشخصي (وساطته) عند الجنرال ديفيرس. مك كولي كان يعرف روتنبورغ من الحكايات الجميلة التي قصتها له أمه التي زارت المدينة قبل الحرب.
حتى عام 1972 كانت روتنبورغ دائرة قضائية مستقلة وكان لها نمر سيارات تحمل الحروف ROT, لكن الإصلاحات البافارية جعلت روتنبورغ في 01.01.1972 جزءا من الدائرة القضائية أنسباخ ومع ذلك بقي اسمها مدينة كبرى وهي بذلك تكون أصغر مدينة كبرى في بفاريا.

## التقسيمات الإدارية
تتبع إداريا (سياسيا) لمدينة روتنبورغ 39 محلة (ناحية) إدارية. انظر إلى أسفل الصفحة

## معرض صور

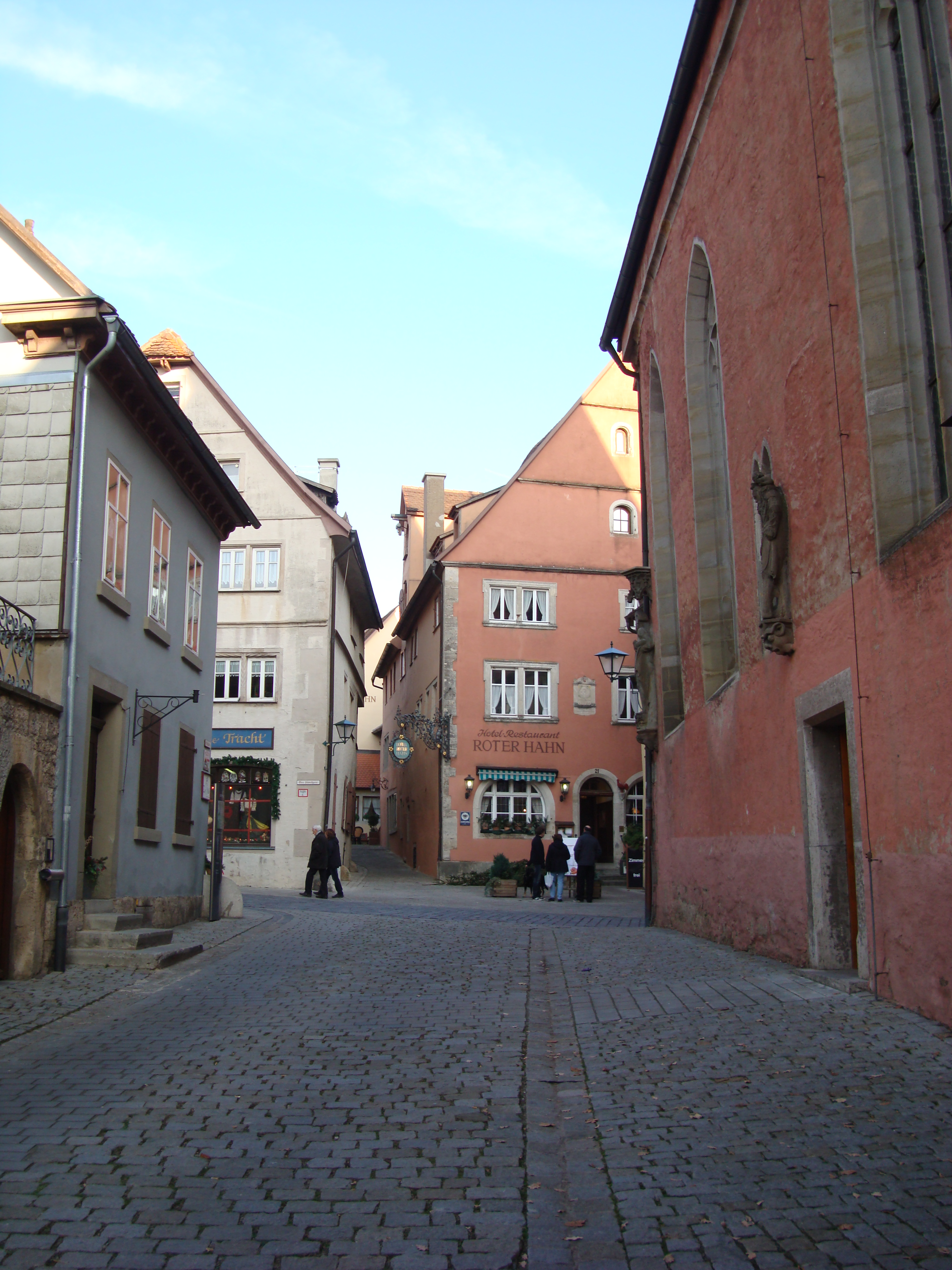
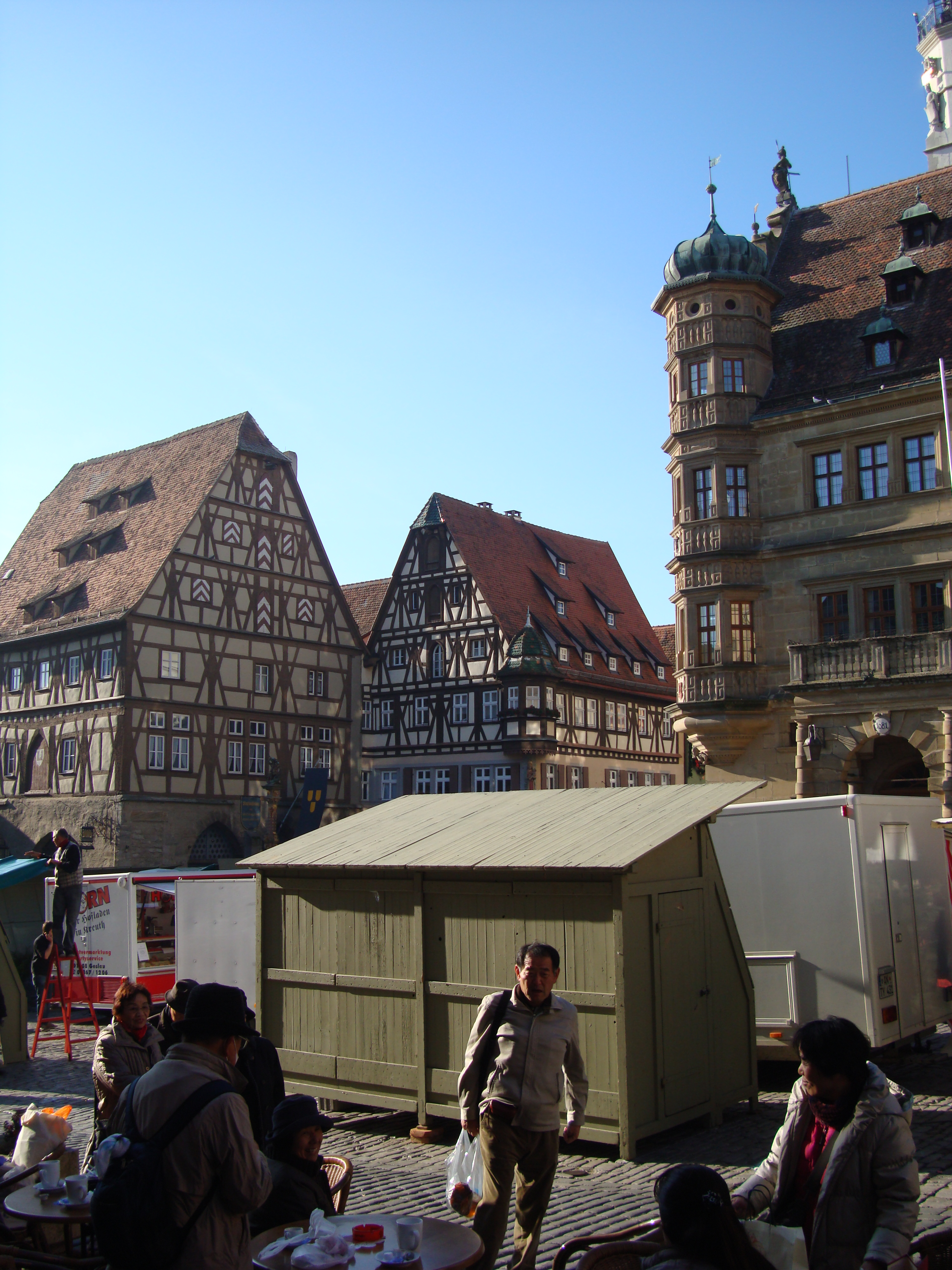
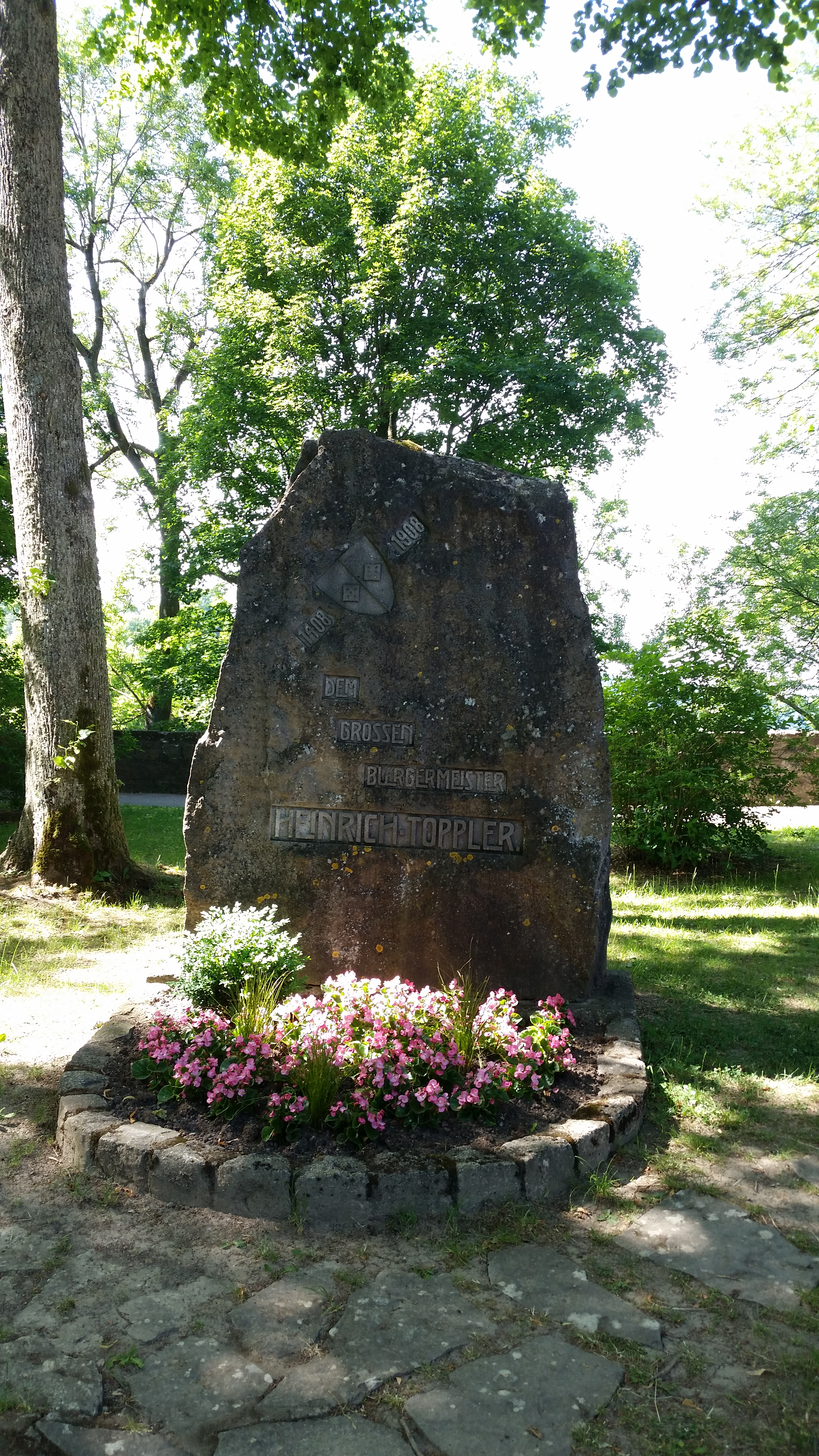
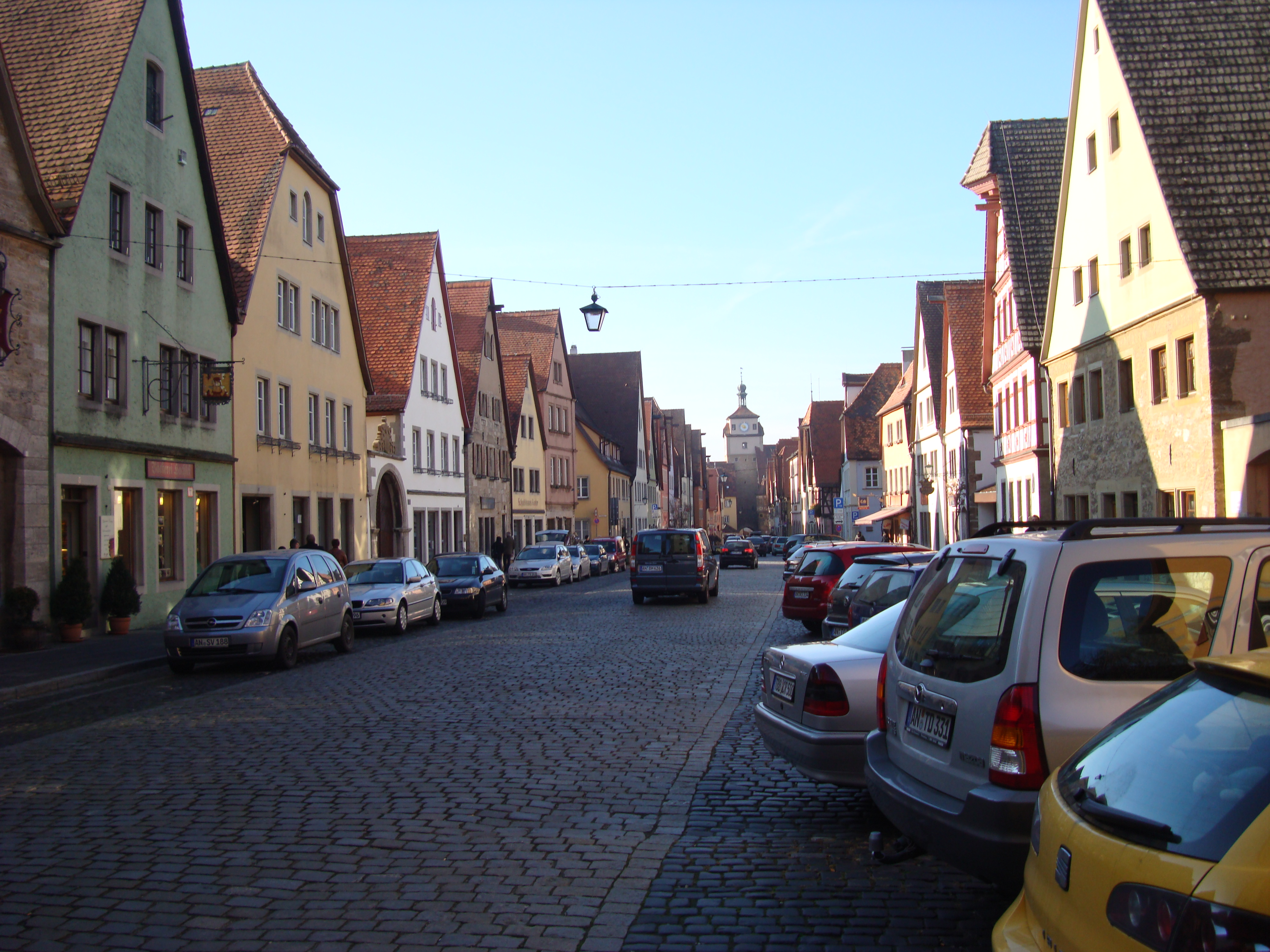
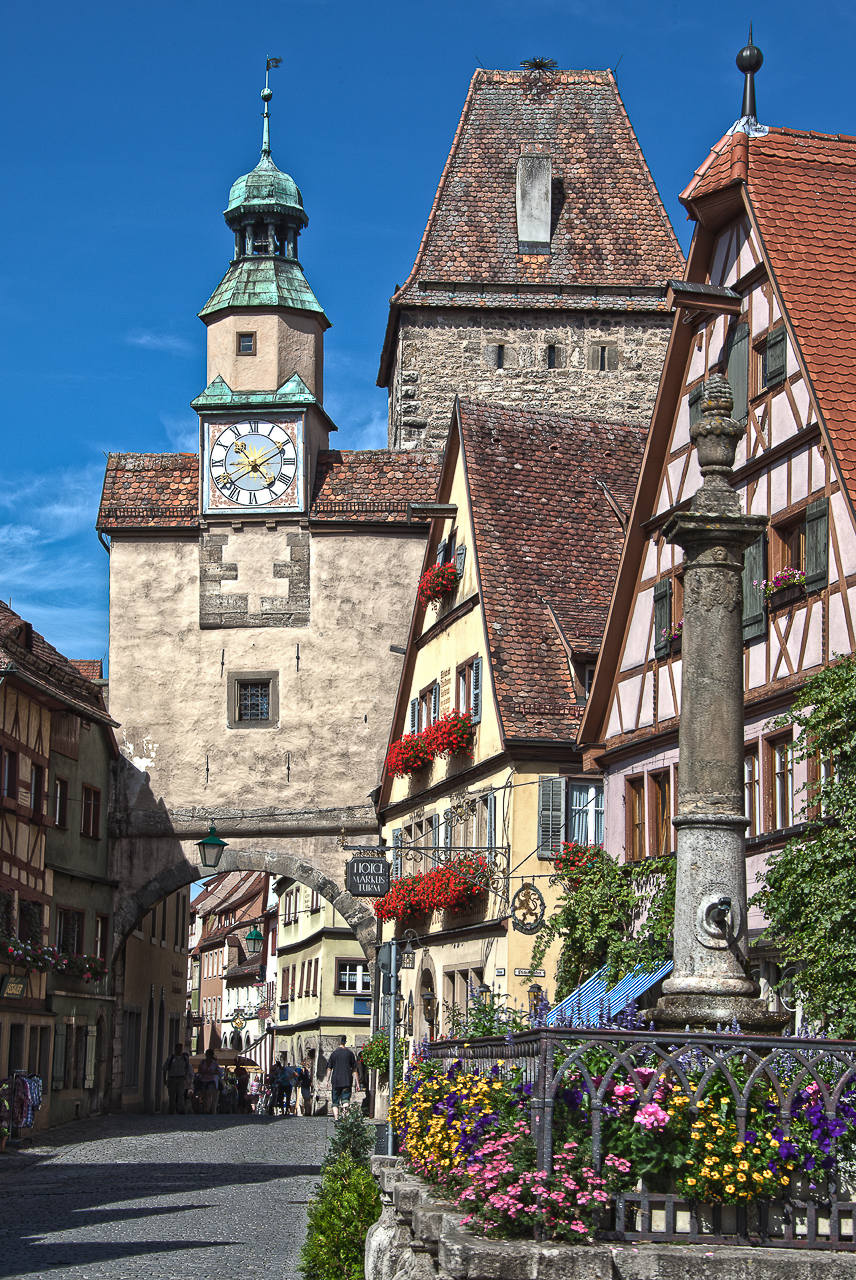
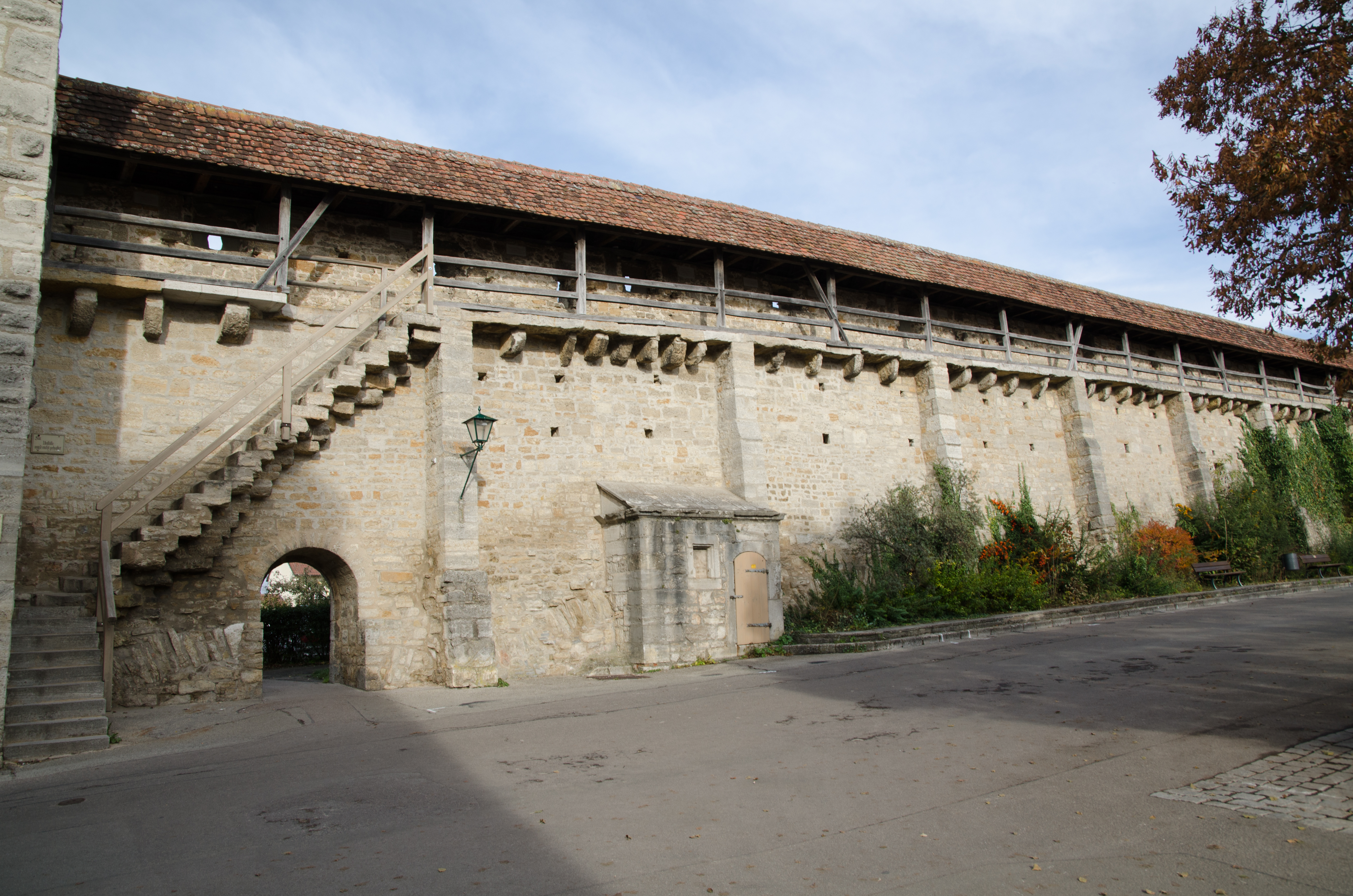

## اندماجات قضائية
في 1 تموز 1972 انضمت بلدية لويتسنبرون قضائيا إلى روتنبورغ وفي 1 أيار 1978 انضمت بلدية بيتّينفيلد إليها أيضا.

## مجلس المدينة
يتألف مجلس المدينة من 24 عضوا. في الانتخابات المحلية في 2 آذار 2008 خسر حزب الاتحاد حزب الاتحاد الاجتماعي المسيحي بولاية بافاريا ثلاثة مقاعد وصار له ستة مقاعد فقط، أما المجموعة الروتنبورغية الجديدة (الروتنبورغيين الغير مرتبطين) فلقد ربحت ثلاثة مقاعد مباشرة وصار لها مركزا في المجلس وبذلك ومع كتلة (المنتخبون الأحرار)(FRV) يكون في المجلس كتلتين سياسيتين غير حزبيتين

## العمدة، رئيس البلدية
كَوْن روتنبورغ مدينة كبرى/عظمى فإن لها الحق في انتخاب عمدة أكبر. في 2006 أنتخب السيد فالتر هارتل الذي كان مرشحا من (الروتنبورغيين الغير مرتبطين) ومرغوبا /مدعوما من الاشتراكيين، وهو منذ 02.05.2006 في مركزه كخلف للعمدة هربرت هاختل (من الاشتراكيين) الذي اعتزل بنفسه بعد حكم طويل. في انتخابات آذار 2012 أُنتخب فالتر هاخْتْل من جديد وكانت نسبة انتخابه (كان المرشح الوحيد) 90,2%

## مدن أخوة وصديقة
تربط روتنبورغ علاقة أخوة مع كل من المدن الآتية 
- Athis-Mons / Frankreich منذ1976
- Susdal / Russland منذ 1988
- Uchiko (Ehime) Uchiko /Japan, منذ1995

و تجمعها مع المدن الآتية علاقات صداقة رسمية قوية
- Montagnana / talien منذ 1983
- Czerwieńsk / Polen منذ 1990
- Teltsch / Tschechien منذ 1992
- Jingjiang / china منذ تشرين الأول 2004

و لها علاقات صداقة مع المدن التالية 
- Rothenburg/Oberlausitz
- Rotenburg an der Fulda
- Rotenburg an der Wümme
- Rothenburg/Schweiz

## شعار المدينة (شعار النبالة)

شعار نبالة روتنبورغ

وصف الدرع: في الفضي قلعة حمراء، جدار مظلل في الأسفل وعليه برجان أحمران، بينهما بيت (كوخ حجري) صغير ذو سطح حاد الزاوية.
شرح الشعار: القلعة ذات البرجين والجدار (الأساس) والكوخ الحجري الصغير يرمزون لإسم المدينة (الشكل الصوتي).
أما أقدم ختم للمدينة (عليه شعارها) فتاريخه يعود حتى 1303 مكتوب عليه حول الشعار: 
S.[IGILLUM] CONSILII ET VNIVERSITATIS CIVIVM IN ROTENBVRCH
أي: ختم المجلس وكل السكان (المواطنين) في روتنبورغ

## الإقتصادوالبنبة التحتية
مدينة روتنبورغ مركز سياحي هام، فيها أيضا مصنع أدوات منزلية كهربائية لشركة الكترولوكس (أ أي جي قديما), وفيها معمل لإنتاج آليات البناء تابع لشركة تيريكس وفيها معمل لتصنيع ألواح المطابخ (ثاني أكبر معمل في أوروبا) تابع لشركة د. ليخنر.
روتنبورغ مدينة تصنيع خمور أيضا وفي كرومها حوالي 120 نوع من أنواع العنب، لكن منتوجها الحالي ينحصر في الإستهلاك المحلي والمبيع للسياح.

## المواصلات
تقع روتنبورغ عى الأوتسراد رقم 7 المشهور، كما وفيها سكة حديدية تصلها بعقدة المواصلات الحديدية شتايناخ.
فيها أيضا مطار درجة ثانية (5700كغ ومدرج طوله 1000 متر) حيث تقوم شركة المرسيدس أحيانا بتجربة سيارات سباقها.

## السياحةفي روتنبورغ
روتنبورغ منطقة سياحية عالمية، ومعروفة بأبنيتها التي تعود للعصور الوسطى وبأزقتها الضيقة الجميلة. في المدينة وحولها فنادق وأماكن للنوم وفيها أماكن لإيقاف المنازل المتحركة والباصات. كما وفيها فندق خاص بطلاب المدارس والشباب.

## المتاحف
- متحف (الجريمة) وهو من أهم المتاحف الألمانية الحقوقية، يوضح حوالي 1000 عام من القانون والأحكام ووسائل التعذيب والإعدام والعقوبات. وفيه نصوص توضح كيف كانت تُقام محاكمات الساحرات.
- متحف المدينة وفيه آثار تاريخ روتنبورغ
- متحف الدمى والعرائس
- متحف الرعاة في كنيسة القديس فولفغانغ
- متحف ليلة الميلاد
- المتحف الحرفي

## أبنية روتنبورغ المشهورة
الكنائس:
- كنيسة القديس يعقوب وفيها منحوتة تيلمان ريمينشنايدر الخشبية المشهورة (هيكل الدم المقدس), كما وأنه يوجد في ديتفانغ هيكل للنحات ذاته يسمى هيكل الصليب المقدس.
- كنيسة القديس فولفغانغ جانب كلينغنتور (البوابة الشمالية)
- كنيسة بلاسيوس في حديقة القلعة (فيها ألواح حجرية مكتوب عليها أسماء من وقعوا في الحربين العالميتين)
- دير الدومينيكانيات وفيه اليوم متحف المدينة
- كنيسة القديس فرانسيسكان
- كنيسة القديس يوهان

أبنية أخرى:
- السور الداخلي وبني حوالي 1172

و سور المدينة الخارجي وبني بين عامي 1360 و 1388
- للمدينة سبعة بوابات:

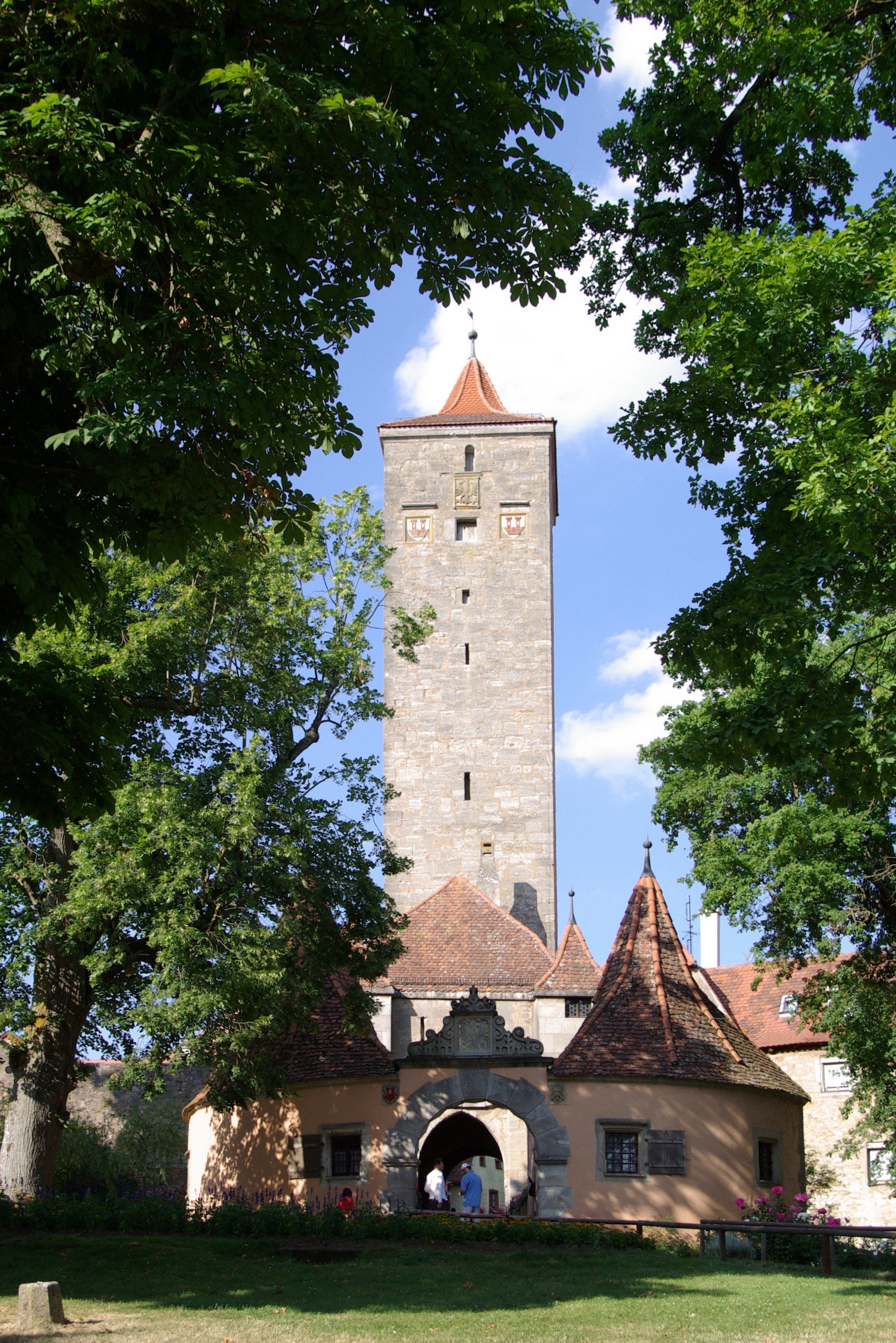
بورغ تور

الشمالية (كلينغنتور) والشمالية الشرقية (غالغنتور) والشرقية (روديرتور)و الجنوبيتان (سيبيرتور)و (شبيتالتور) والغربية من جهة وادي التاوبر (كوبولتسيليرتور) والغربية (بورغ تور)
- حصن المستشفى (شبيتال باستاي) وهو من بناء النحات ليونهارد فايدمان
- بيت الرعاية (هيغيرايترهاوس) وهو من بناء نفس النحات
- بيت عمدة البناء (باومايسترهاوس) وهو بيت النحات ليونهارد فايدمان
- قصر توبلر (توبلرشلوسْخِن) في وادي التاوبر
- حمام / مسبح روتنبورغ البري (فيلدباد) وهو منتجع بناه فريدريخ هيسينغ مابين عامي 1898 و 1903

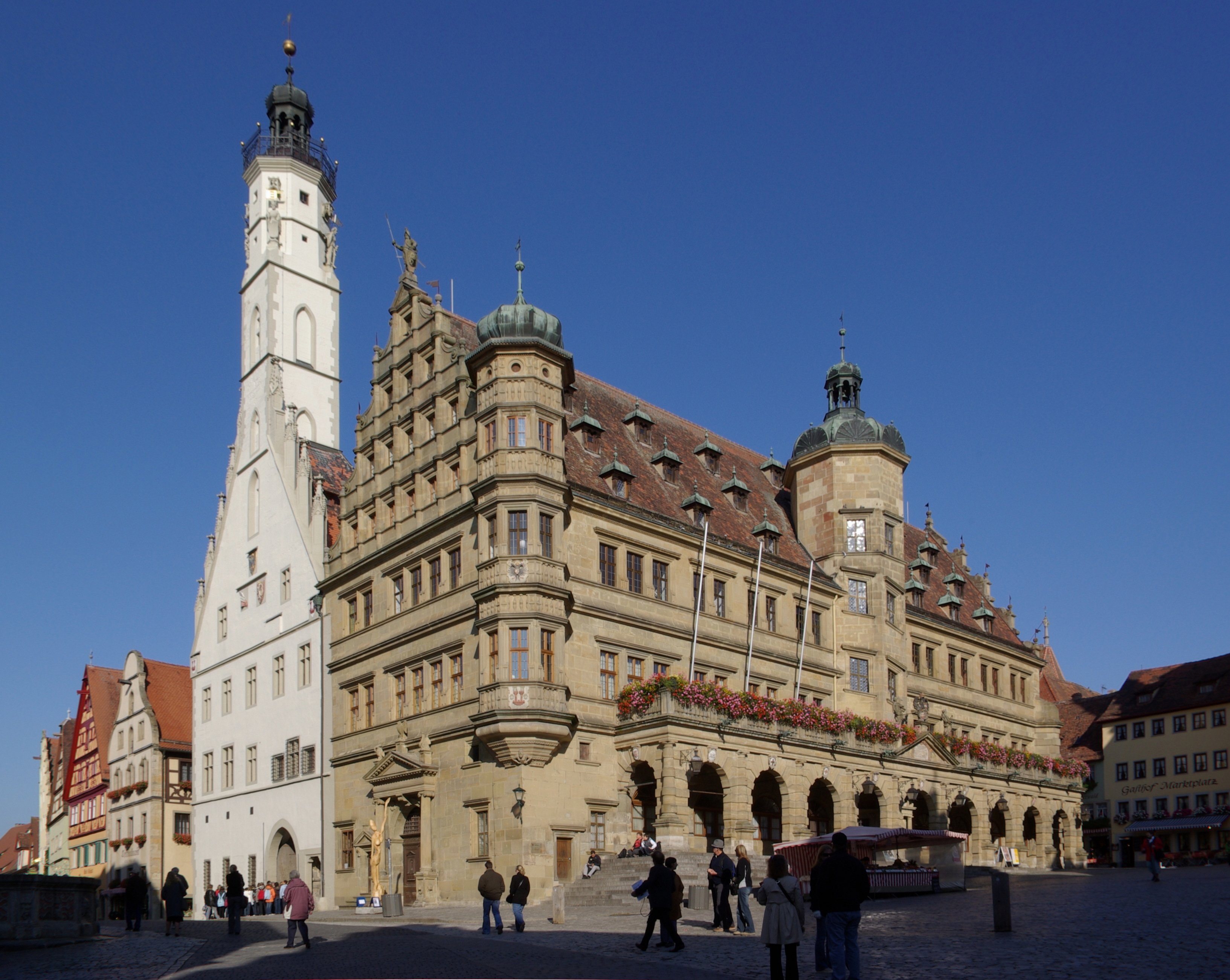
دار البلدية

- دارالبلدية (راتْ هاوي) المشهور بدرجه الدائري وبرجه
- بناء الاستراحة والشرب (راست ترينك شتوبة) وفيه الساعة المشهورة التي فيها ميكانيك يُظهرمشهد شرب العمدة لكأس الخمر (مايسترترونك) المشهور. المشهد يظهر كل ساعة كاملة بين 11 و 15 وبين 20 و 22 كل يوم راست ترينك شتوبة

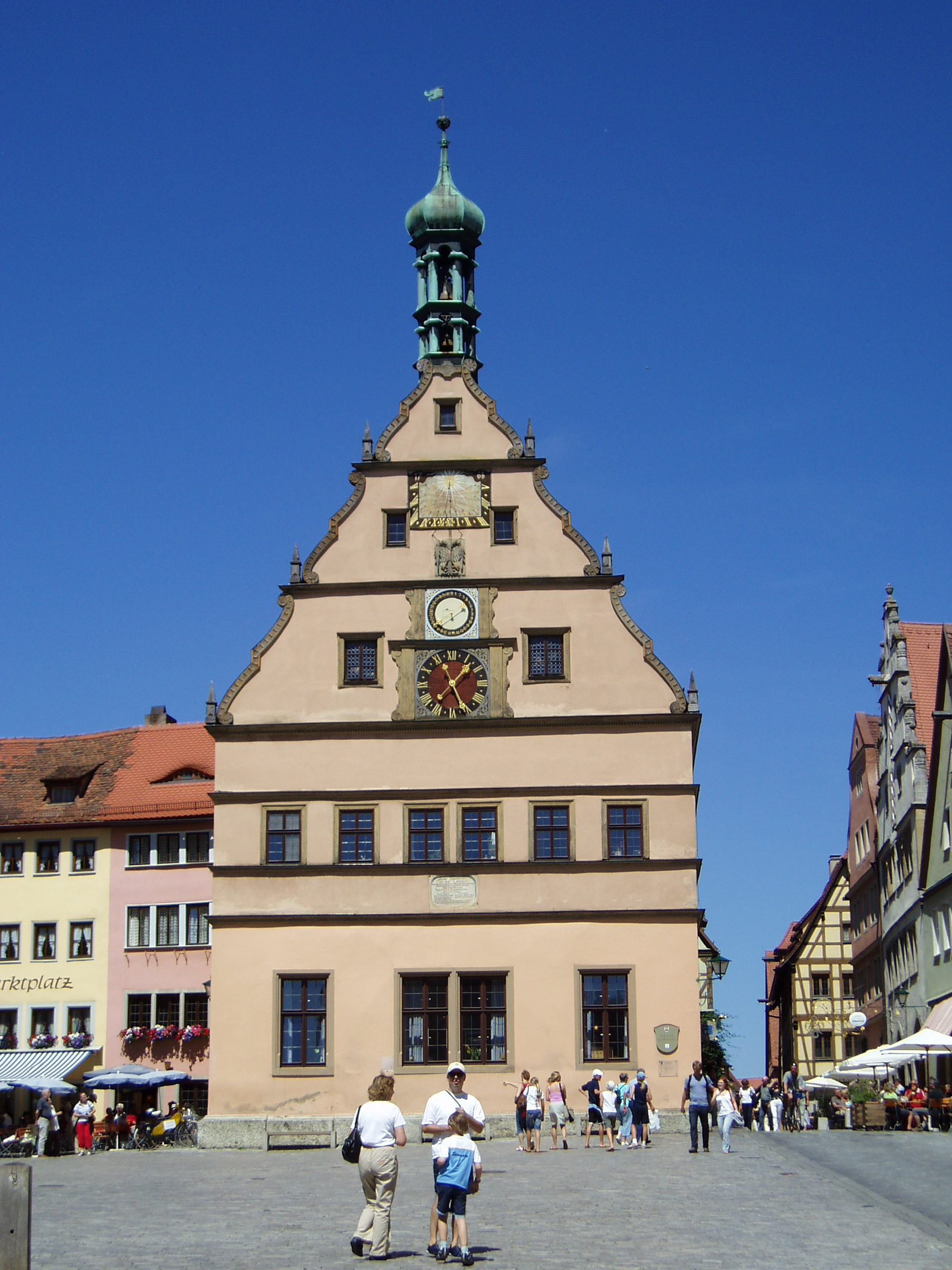
راست ترينك شتوبة

## مشاهير من رتنبورغ
- ماير فون روتنبورغ (1215 - 1293) عالم تلمود ورابين مشهور
- هاينريخ توبلر (حوالي 1340 - 1408) عمدة
- فريدريخ هِرلين (حوالي 1430 - 1500) رسام
- يوهان هالِر (1463 - 1525) طباع (كتب وماشابه)

بيتريوس أبِرباخوس (حوالي 1480 - 1531) هومانيست 
- فالنتين ايكيلسأمِر (حوالي 1500 - 1547) تربوي (بداغوغي)
- أندرياس ليبافيوس (1555 - 1616) كيميائي وعلامة
- جورج كونراد يونغ (1612 - 1691) طابع ورسام ونقاش على النحاس ورسام خرائط
- يوهان جورج يوخ (1676 - 1731) لاهوتي انجيلي
- كارل جورج كريستيان فون شتاودت (1798 - 1867) عالم رياضيات
- جورج وليام فاندرير (1803 - 1863) رسام
- فرانس فون لييديغ (1821 - 1908) عالم أحياء
- هانّو بيرنهايم (1824 - 1862) فيلسوف
- فريتس بيركماير (1848 - 1897) رسام ورسام على الزجاج وإلوساتور
- فرانس بول (1867 - 1924) فقيه ومؤرخ
- وليام هيير (1894 - 1961) سياسي عضو مجلس الشعب في الجمهورية الفايمرية
- هانس كِرن (1898 - 1984) مينيجر / كرة القدم
- لينوس ميمّيل (1914 - 2004) سياسي وعضو مجلس النواب (البوندستاغ)
- هانس كارل آدم (1915 - 2002) طباخ تلفزيوني
- فيكتور لوكاس (1931 ...) عازف ومدرس جامعي
- كريستوف شتيهلين (1941....) كاتب، شاعر، وكوميدي
- أوتو أ. بوهمير (1949....) كاتب

## التقسيمات الإدارية
تتبع إداريا (سياسيا) لمدينة روتنبورغ 39 محلة (ناحية) إدارية وهي
- Bettenfeld
- Bronnenmühle
- Brundorf
- Burgstall
- Detwang
- Dürrenhof
- Fuchsmühle
- Haltenmühle
- Hammerschmiede
- Hansrödermühle
- Hemmendorf
- Herrenmühle
- Herrnwinden
- Hohbach
- Hollermühle
- Kaiserstuhl
- Langenmühle
- Leuzenbronn
- Ludlesmühle
- Lukasrödermühle
- Mittelmühle
- Obere Walkmühle
- Obermühle
- Reusch
- Rothenburg ob der Tauber
- Sankt Leonhard
- Schandhof
- Schlößlein
- Schmelzmühle
- Schnepfendorf
- Schwarzenmühle
- Siechenmühle
- Steinbach
- Steinmühle
- Untere Walkmühle
- Vorbach
- Weißenmühle
- Wildbad
- Ziegelhütte

## مواقع رسمية للمدينة
الموقع الرسمي لمدينة روتنبورغ